# Эриксен, Стейн
Стейн Э́риксен (норв. Stein Eriksen; 11 декабря 1927 года, Осло, Норвегия — 27 декабря 2015, Парк-Сити, Юта, США) — норвежский горнолыжник, олимпийский чемпион в гигантском слаломе (1952), четырёхкратный чемпион мира (1952, 1954 x3).

## Спортивная карьера
Дебютировал на международных турнирах в составе сборной Норвегии в 19 лет. На чемпионате мира по горнолыжному спорту в 1950 году в Аспене завоевал бронзу в слаломе. На Олимпийских играх 1952 года в Осло стал олимпийским чемпионом и чемпионом мира в гигантском слаломе, так как чемпионат мира проходил в рамках Олимпиады, а также завоевал серебро в слаломе. За успехи на Олимпиаде был награждён медалью Холменколлена. На чемпионате мира 1954 года в Оре выиграл три золотые медали из четырёх возможных. После сезона 1954 года принял решение о завершении карьеры.

## Семья
- Мать — Биттен Эриксен (1900—1996), дизайнер;
- Отец — Эмиль Мариус Эриксен (1886—1950), гимнаст, бронзовый призёр Олимпийских игр в командном первенстве;
- Брат — Мариус Эриксен-младший (1922—2009), альпинист и военный лётчик, участник Олимпийских игр;
- Племянница — Беате Мария Эриксен (род. 1960), актриса и кинорежиссёр;
- Жена — Франсуаза Эриксен. У них пять детей: Юлианна, Ава, Стейн младший, Аня и Бьорн.

## Личная жизнь
В 1952 году эмигрировал в США. В то время пока он выступал за Норвегию, он параллельно был инструктором в Сан-Валли (Айдахо). После завершения карьеры горнолыжника, он был директором лыжных школ различных курортов, таких как Бойн-Маунтин в штате Мичиган, Сугарбаш в Вермонте, Хейвенли-Валли в Калифорнии, Сноумасс и Аспен в Колорадо, Парк-Сити и Дир-Валли в штате Юта.
В 1997 году Эриксен был посвящён в рыцари «Ордена Заслуг» и награждён королём Норвегии.
Стейн Эриксен отметил свой 80-летний юбилей в декабре 2007 года в Дир-Валли.
Стейн Эриксен скончался 27 декабря 2015 года в своём доме в Парк-Сити в возрасте 88 лет.